# Live in London (album, The Beach Boys)
Live in London je druhé koncertní album americké pop rockové skupiny The Beach Boys, které vyšlo v květnu 1970 u společnosti EMI ve Velké Británii. Teprve šest let po uvedení jej firma Capitol Records nabídla také na americký trh, a to pod změněným názvem jako Beach Boys '69 (s podtitulem The Beach Boys In London). 

## Okolnosti prvního vydání
Na konci šedesátých let zaznamenala kapela The Beach Boys vetší ohlas v Evropě než v domovské Americe. Po soudních sporech o ušlé zisky s vydavatelskou firmou Capitol museli The Beach Boys odevzdat v roce 1970 poslední album pro naplnění smluvních podmínek. Nové autorské skladby si kapela chtěla podržet pro chystané studiové LP Sunflower (vydané o tři měsíce později firmou Reprise Records), proto se rozhodla nabídnout koncertní desku. S ohledem na silnou fanouškovskou základnu vybrali londýnský záznam z prosince 1968. LP bylo přednostně určeno pro Británii, ačkoliv jej vydavatelská firma vzápětí distribuovala i do dalších evropských států (Nizozemí, Francie, Dánsko) a do zemí několika dalších kontinentů (Austrálie, Nový Zéland, Malajsie, Japonsko, Jihoafrická republika aj.). Kolekce zachycených písní kombinovala jak rané hity kapely (Barbara Ann, Sloop John B, California Girls), přes jejich experimentální období (Good Vibrations, Wouldn't It Be Nice, God Only Knows) až po tehdy aktuální skladby z posledních desek (Bluebirds over the Mountain, Do It Again). Pouze jediná skladba se neobjevila ve studiové verzi na jejich předchozích albech, Their Hearts Were Full of Spring, ačkoliv i ji The Beach Boys nahráli v roce 1963, ovšem s jiným textem na LP Little Deuce Coupe (pod názvem A Young Man is Gone).

## Americké vydání
Ve Spojených státech album nebylo několik let v distribuci. Vyšlo teprve roku 1976 po velkém oživení zájmu o práci The Beach Boys díky hitové kompilaci Endless Summer a studiovému albu 15 Big Ones. Toto nové vydání mělo jak odlišný obal (od umělce Jima Evanse), tak upravený název Beach Boys '69 (ačkoliv bylo natočeno již na konci roku 1968 a vydáno v roce 1970), kolekce písní však zůstala totožná. Přes zpožděné vydání mělo LP paradoxně větší ohlas právě na americkém trhu, kde v Billboardu bodovalo na 75. místě. Ve Velké Británii se v žebříčku neprosadilo. Na pozdějších CD reedicích se často objevovalo v kombinaci s prvním live albem kapely Beach Boys Concert (1964). 

## Seznam skladeb
| Strana 1 | Strana 1            | Strana 1                            | Strana 1                          | Strana 1 |
| Pořadí   | Název               | Autor                               | Studiové album                    | Délka    |
| -------- | ------------------- | ----------------------------------- | --------------------------------- | -------- |
| 1.       | Darlin'             | Brian Wilson, Mike Love             | Wild Honey                        | 2:41     |
| 2.       | Wouldn't It Be Nice | Brian Wilson, Tony Asher, Mike Love | Pet Sounds                        | 1:53     |
| 3.       | Sloop John B        | tradicionál, arr. Brian Wilson      | Pet Sounds                        | 2:30     |
| 4.       | California Girls    | Brian Wilson, Mike Love             | Summer Days (And Summer Nights!!) | 2:19     |
| 5.       | Do It Again         | Brian Wilson, Mike Love             | 20/20                             | 2:47     |
| 6.       | Wake the World      | Brian Wilson, Al Jardine            | Friends                           | 2:26     |
| 7.       | Aren't You Glad     | Brian Wilson, Mike Love             | Wild Honey                        | 3:09     |

| Strana 2 | Strana 2                         | Strana 2                 | Strana 2                                             | Strana 2 |
| Pořadí   | Název                            | Autor                    | Studiové album                                       | Délka    |
| -------- | -------------------------------- | ------------------------ | ---------------------------------------------------- | -------- |
| 1.       | Bluebirds over the Mountain      | Ersel Hickey             | 20/20                                                | 2:53     |
| 2.       | Their Hearts Were Full of Spring | Bobby Troup              | Little Deuce Coupe (pod titulem A Young Man Is Gone) | 2:49     |
| 3.       | Good Vibrations                  | Brian Wilson, Mike Love  | Smiley Smile                                         | 4:36     |
| 4.       | God Only Knows                   | Brian Wilson, Tony Asher | Pet Sounds                                           | 3:27     |
| 5.       | Barbara Ann                      | Fred Fassert             | Beach Boys' Party!                                   | 2:32     |

## Obsazení
The Beach Boys
- Mike Love – zpěv, tamburína, theremin
- Carl Wilson – zpěv, sólová kytara
- Al Jardine – zpěv, doprovodná kytara
- Dennis Wilson – zpěv, bicí
- Bruce Johnston – zpěv, baskytara, klávesy

další hudebníci
- Daryl Dragon – piano, baskytara (Bluebirds over the Mountain)
- Ed Carter – baskytara, tamburína, kytara (Bluebirds over the Mountain)
- Mike Kowalski – perkuse